# Långehed
Långehed är en bebyggelse norr om Forshälla kyrka sydväst om Uddevalla i Uddevalla kommun  i Bohuslän. Långehed avgränsades som småort av SCB 2023.